# Franz Buchholz
Franz Buchholz (* 18. April 1937 in Aachen) ist ein deutscher Video- und Klangkünstler.

## Leben und Wirken
Buchholz wuchs als Sohn von Cornell Buchholz, zu jener Zeit Bibliothekar am Aachener Stadttheater, in Aachen auf. Seine spätere künstlerische Ausrichtung wurde durch seinen Großvater Franz geprägt, der als freischaffender Künstler in Köln, Eupen und Aachen tätig war.
Nach einer Ausbildung mit anschließender Meisterprüfung zum Radio- und Fernsehtechniker wurde Buchholz 1963 am neu gegründeten Institut für Technische Akustik an der RWTH Aachen übernommen, an welchem er bis zu seiner Pensionierung im Jahr 2000 als Leiter der Elektronikabteilung arbeitete. Zugleich begann er angeregt durch seinen Großvater Zeichenlehrgänge zu belegen. In den folgenden Jahren entstanden erste Bilder, Edelstahlskulpturen, Reliefs, Siebdrucke und Metall-Collagen. Ende der 1960er-Jahre beschäftigte sich Buchholz mit der Entwicklung von Plotterzeichnungen, Klangobjekten, Kinetischer Kunst und Laserinstallationen.
Angeregt durch die Düsseldorfer Künstlergruppe ZERO begann Buchholz zu Beginn der 1970er-Jahre Apparaturen ihrer Zweckmäßigkeit zu entheben und seine Kenntnisse aus der Technologie, Elektronik und Physik in seine Kunstarbeiten einfließen zu lassen. Dadurch entstanden in der Folge Akustik-, Kinetik- und Wasser-Objekte, Laser- und Video-Objekte sowie Filme. 1977 stellte er mit „Entscheidung“ sein erstes Videoobjekt fertig, dem weitere Experimente zur Erstellung von Bildern mit Videokamera und Farbfernsehern sowie durch Videobilder und -filme mithilfe einer Feedback-Technik folgten. Besonders seine verschiedenen Klangobjekte sind auf zahlreichen öffentlichen Plätzen als Dauerleihgabe aufgestellt worden.
Für seine künstlerischen Leistungen erhielt Franz Buchholz im Jahr 1980 den Förderpreis der Stadt Aachen.

## Ausstellungen
Buchholz arrangierte vor allem mit seinen Videoinstallationen zahlreiche Einzelausstellungen, so unter anderem im Aachener Ludwig Forum für Internationale Kunst, an den Musikhochschulen in Aachen, Hannover und Köln, beim Ersten Deutschen Fernsehen in Köln und beim Bayerischen Fernsehen in München, beim Künstlerverein Malkasten, beim Kunstverein Euskirchen und im Kulturzentrum Eschweiler Talbahnhof sowie in verschiedenen Galerien.
Darüber hinaus erhielt Buchholz Einladungen zu den verschiedensten in- und ausländischen Gruppenausstellungen, wo er seine aktuellen Objekte präsentieren konnte. So war er unter anderem vertreten bei Ausstellungen im Suermondt-Ludwig-Museum und beim Neuen Aachener Kunstverein, bei der Open-Art-Show im Kultureel Centrum von Schloss Alden Biesen, im Kunstzentrum „Het Bassin“ in Maastricht, in der Kunstvereinigung Melkfabrik in Sittard und auf Kasteel Daelnbroeck in Herkenbosch, beim Japanischen Kulturinstitut in Köln und auf der Musika 89 in Moskau sowie auf der Hannover Messe und der Landesgartenschau in Jülich.

### Videokunst (Auswahl)
- 1977: Entscheidung – Erstes Videoobjekt. Eine Bildröhre auf einer Platte, verbunden über ein rotes Kabel (Nabelschnur) mit der nicht einsehbaren Elektronik, zeigt ständig Aufnahmen von Embryos aus dem Mutterleib (erste Aufnahmen aus dem Klinikum in Aachen).
- 1978: SKOP I – Objekt. Oszillographische Strukturen werden in einem Glaskörper sichtbar.
- 1978: Der Neue Gas–TV – Fernseher-Videoobjekt (Rekonstruktion 2012) mit Konverter für DVD Übertragung. Bildschirm zeigt Video von einer Gasflamme.
- 1985: Big brother is watching you – Videoobjekt. Auf einer an Schnüren hängenden Bildröhre wird ein ständig sich bewegendes Auge sichtbar. Videorecorder und Monitor bleiben verborgen.
- 1988: Tot der Natur – Monitor in verwelkten Blättern zeigt graue Wolken über Industrie-Schloten. Die Videokamera ist auf der Burggalerie der Stadt Stolberg installiert
- 1989: SKOP II – Tastobjekt mit Bildröhre. Durch Betasten von Sensorfeldern werden Grafiken auf einem Schwarz-Weiß-Bildschirm sichtbar.
- 1992: SKOP III – Tastobjekt mit Bildröhre. Durch Betasten von Sensorfeldern werden Grafiken auf einem Farbbildschirm sichtbar. Die Elektronik bleibt verborgen.
- 1997: Multimediainstallation – Vier Flachbildschirme und zwei Edelstahldreiecke geben Videos, Filme und Klangbeispiele wieder.
- 1998: Surveyer – Große Videoinstallation in den Gewehrschützgängen der Brückenkopfanlage in Jülich.
- 2004: Kaleidoskop – Spiegel-Objekt mit Video. Über Ablenkspiegel werden Videos der tongesteuerten Grafiken aus dem Inneren des Objekts wiedergegeben.
- 2005: Paris – Filmobjekt – Durch eine kreisförmige Scheibe werden alte Filme mit einer Bolex-B8L Kamera aufgenommen und auf einem alten gelben Monitor sichtbar.
- 2016: Ein alter Theaterstuhl – Video-Objekt; ein alter Theaterstuhl aus dem Stadttheater Aachen erzählt in Ton und Bild (Video) die Geschichte von 1924 bis 1944. eine Hommage an Cornell Buchholz.

## Werke im öffentlichen Raum (Auswahl)

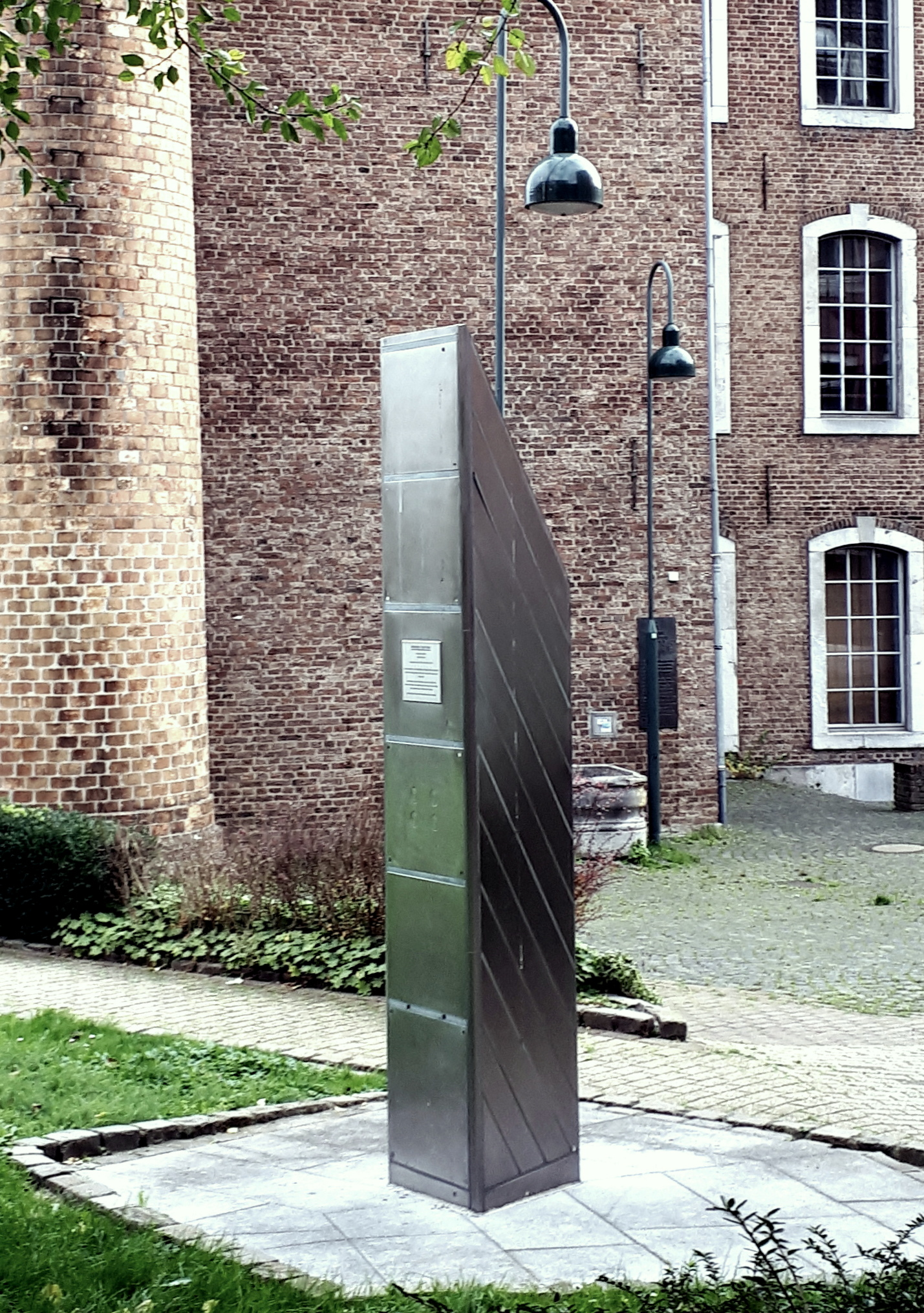
Klangsäule Barockfabrik Aachen

- 1982: Kinetisches Relief, Bundeshaus Bonn
- 1983: Klangvariator, Landesbildungsanstalt Hannover
- 1987: Akustische Klang-Tast-Fläche, Le Fonds d´Art Museum Maubeuge/Frankreich
- 1988: Tonolith – Akustische Klang-Tast-Stele, Stolberg
- 1993: Große Klang-Tast-Skulptur, „Hommage à César Franck“, Barockfabrik, Aachen
- 1999: Große Lichtstele mit 553 Lampen, Aachener Bank, Aachen
- 2001: Zeitpendel-Mobile-Klangtast-Objekt, Zentrale des Deutschen Handwerks, Berlin
- 2003: Klanginstallation – Klangscheibe – Klangdreieck, Stadtverwaltung Aachen
- 2012: Große Klang-Tast-Stele Omega, Johannes Keplerschule für Sehbehinderte, Aachen
- 2013–2014: Große Edelstahl-Lichtinstallation Moonlight, Eurogress Aachen